# بخش ویلهلمینا

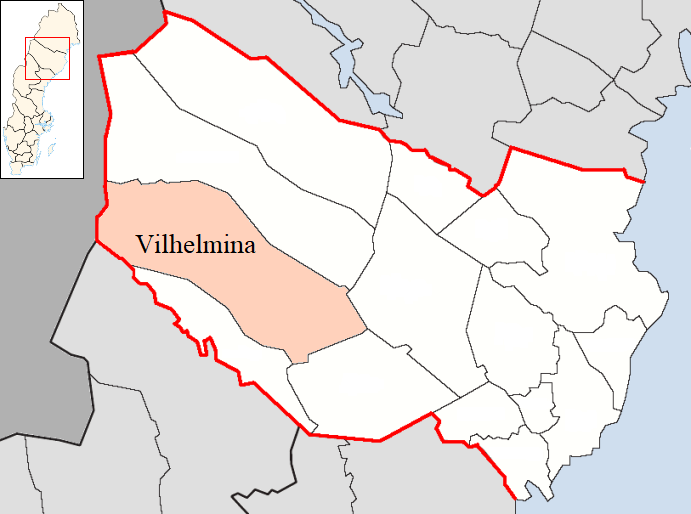
بخش ویلهلمینا

بخش ویلهلمینا نام شهری در نیمه شمالی کشور سوئد است. جمعیت درونی این شهر نزدیک به ۳۰۰۰ تن و اطرافش هم دو هزار تن می‌رسد. آب و هوای این شهر سرد و زمستانی است. تابستان سبز و دلربایی دارد.
1. ↑  "Statistiska centralbyrån den 1 januari 2010" (مایکروسافت اکسل) (به سوئدی). Statistics Sweden. Retrieved 2010-08-21.
2. ↑  "SCB, Befolkningsstatistik 30 juni 2012" (به سوئدی). Statistics Sweden. Retrieved 2010-08-19.